# Зија Пуебло (Њу Мексико)
Зија Пуебло (енгл. Zia Pueblo) насељено је место без административног статуса у америчкој савезној држави Њу Мексико.

## Демографија
По попису из 2010. године број становника је 737, што је 91 (14,1%) становника више него 2000. године.
| Група             | 2000.    | 2010.     |
| Белци             | 0 (0,0%) | 1 (0,1%)  |
| Афроамериканци    | 0 (0,0%) | 0 (0,0%)  |
| Азијати           | 0 (0,0%) | 0 (0,0%)  |
| Хиспаноамериканци | 3 (0,5%) | 15 (2,0%) |
| Укупно            | 646      | 737       |